# Ochranná služba Policie České republiky
Ochranná služba Policie České republiky (dříve Útvar pro ochranu ústavních činitelů nebo také Útvar pro ochranu ústavních činitelů ochranné služby) je speciální celostátní útvar Policie České republiky, který má za úkol ochranu vybraných ústavních činitelů, kteří jsou vyjmenováni v nařízení vlády o zajišťování bezpečnosti určených ústavních činitelů České republiky a dalších osob dle mezinárodních dohod. 
Mezi tyto nejvyšší představitele státu nepatří prezident republiky, o jehož bezpečnost se stará Útvar pro ochranu prezidenta České republiky. Dále se ochranná služba zabývá ochranou představitelů jiných států požívajících mezinárodní ochrany včetně diplomatických zástupců. 

## Činnost
Ochranná služba Policie České republiky vykonává následující činnosti:
- ochranu a bezpečnou přepravu trvale chráněných ústavních činitelů, a také osob, kterým je po dobu jejich pobytu na území ČR poskytována ochrana podle mezinárodních dohod (např. dle Vídeňské úmluvy o diplomatických stycích). Trvale chráněnými osobami kromě prezidenta republiky jsou: předseda Poslanecké sněmovny, předseda Senátu, předseda vlády, ministr financí, ministr zahraničních věcí, ministr vnitra, ministr spravedlnosti a ministr průmyslu a obchodu.[1]
- ochranu diplomatických objektů (zastupitelských úřadů, rezidencí velvyslanců) a ochranu chráněných objektů a prostorů zvláštního významu, které schválila vláda (Poslanecká sněmovna, Senát, Ústavní soud, Úřad vlády, Ministerstvo zahraničních věcí, Ministerstvo vnitra a další, např. část mezinárodního letiště v lokalitě Praha-Ruzyně)
- hygienicko-toxikologickou ochranu
- v souvislosti s ochranou chráněných osob opatření k zajištění bezpečnosti osob a objektů[2]

## Struktura
Ochrannou službu vede ředitel, který je podřízen náměstku policejního prezidenta pro uniformovanou policii. Ředitel má dva své náměstky. Ochranná služba je členěna na jednotlivé odbory a posléze na oddělení: 
- Odbor ochrany chráněných osob
- Odbor dopravy chráněných osob
- Odbor ochrany zastupitelských úřadů a určených objektů
- Odbor ochrany objektů zvláštního významu
- Odbor technického a ekonomického zabezpečení
- Personální a školící odbor

Tento celorepublikový útvar má svého ředitele, který byl do této funkce jmenován náměstkem policejního prezidenta pro vnější službu Tomášem Tuhým s účinností od 1. srpna 2013 – stal se jím Jiří Komorous.

## Historie
Z názvu Útvar pro ochranu ústavních činitelů na název Ochranná služba Policie České republiky byl tento útvar s celorepublikovou působností přejmenován s účinností k 1. září 2016.